# Battle Clash
Battle Clash, conocido en Japón como Space Bazooka (スペースバズーカ?), es un videojuego de robots mecánicos para uso con la  super scope de Super Nintendo , producido por Intelligent Systems y Nintendo en el año 1992. Requiere el uso de la Super Scope para poder jugarlo .

## Historia
En un futuro distante, la Tierra vive en caos y el único orden en el que residen las reglas es en el "Battle Game", donde el ganador toma el control del mundo. Todas las batallas son combatidas con Mechas llamados "Standing Tanks" (ST). Un luchador despiadado llamado Anubis eventualmente se vuelve el campeón del Battle Game. 
Mike Anderson, cuyo padre fue una de las múltiples víctimas de Anubis, se rehúsa a sucumbir y se entrena a sí mismo en todo lo relacionado con los ST para detener el caos actual y vengar la muerte de su padre. Para lograr esto, primero debe derrotar a los Battle Chiefs (subordinados de Anubis).

## Jugabilidad
En el juego, el jugador es el artillero del Halcón ST y también compañero de Mike, que lucha contra un grupo de otras tribus en batallas uno-a-uno . Para atacar, el jugador debe disparar utilizando el Super Scope. Es posible disparar tiros rápidos manteniendo pulsado el botón de disparo, así como los rayos de energía (cargas de disparos). Los rayos de energía pueden ser disparados cuando la barra de energía este llena (esto sucede cuando el jugador no dispara). Cuando la barra de energía se ha llenado, el rayo de energía puede ser despedido, a pesar de que se consume la barra de energía. También es importante para defenderse de ataques enemigos por disparos de su fuego. Algunos ataques solo puede ser desviado disparando rayos de energía.
El objetivo del juego es derrotar al rival de ST para terminar el escenario. El daño infligido al enemigo depende del lugar donde se ha disparado el ST (todas las ST tienen algún tipo de punto débil) y lo poderoso que es el tiro. El jugador gana si la energía del ST rival se agota primero. Si el enemigo agota la energía del jugador o si el escenario se reproduce durante diez minutos, el juego ha terminado, pero es posible continuar el juego indefinidamente.

## Recepción
Battle Clash recibió calificación de 3.775 de 5 de Nintendo Power.

## Diferencias de región
La versión japonesa, Space Bazooka, fue lanzada un año más tarde después de su lanzamiento inicial en Norteamérica. La versión japonesa presenta características ligeramente diferentes en los finales comparado con la versión occidental del juego. Si el jugador termina el juego en dificultad normal, el fondo durante los créditos finales será decorada con una imagen del personaje principal de pie Mike Anderson, además del Halcón (en contraste con el fondo en blanco azul utilizado en la versión occidental). Si el jugador termina el juego en el nivel de dificultad Hard, Mike estará acompañado por Tasha, Antonov, y Eddie (los personajes que ayudan a Mike y el jugador durante la batalla final), así.

## Secuela
Metal Combat: Falcon's Revenge
- Datos: Q2471373